# Wały (polana)
Wały – polana na południowo-wschodnich zboczach Krzystonowa w Beskidzie Wyspowym. Jest to nieduża polana, znajduje się nieco poniżej grani, ok. 5 min drogi od głównego, biegnącego grzbietem Krzystonowa żółtego szlaku turystycznego. Obok niej przepływa strumyk uchodzący do Kamienicy Gorczańskiej. Po drugiej stronie tego strumyka jest jeszcze jedna, w dolnej części podmokła, polana. Dawniej obydwie polany były użytkowane rolniczo, częściowo koszone, częściowo wypasane. Mimo że polana Wały znajduje się na dość stromym zboczu, jest stosunkowo płaska i równa, gdyż posiada dwa tarasy. Na górnym, tuż poniżej granicy lasu w miesiącach letnich (lipiec, sierpień) działa studencka baza namiotowa Polana Wały.
Polana należy do wsi Półrzeczki w województwie małopolskim, w powiecie limanowskim, w gminie Dobra.

## Szlaki turystyki pieszej
z Półrzeczek na Krzystonów. Czas przejścia: 1:30 h (↓ 1 h), suma podejść 380 m.
 z przysiółka Białe w Szczawie obok polany Wały na Krzystonów. Czas przejścia: 1:15 h (↓ 0:50 h), suma podejść 380 m.